# Services sociaux en France
 (février 2009).
Si vous disposez d'ouvrages ou d'articles de référence ou si vous connaissez des sites web de qualité traitant du thème abordé ici, merci de compléter l'article en donnant les références utiles à sa vérifiabilité et en les liant à la section « Notes et références ».
 (mai 2014).

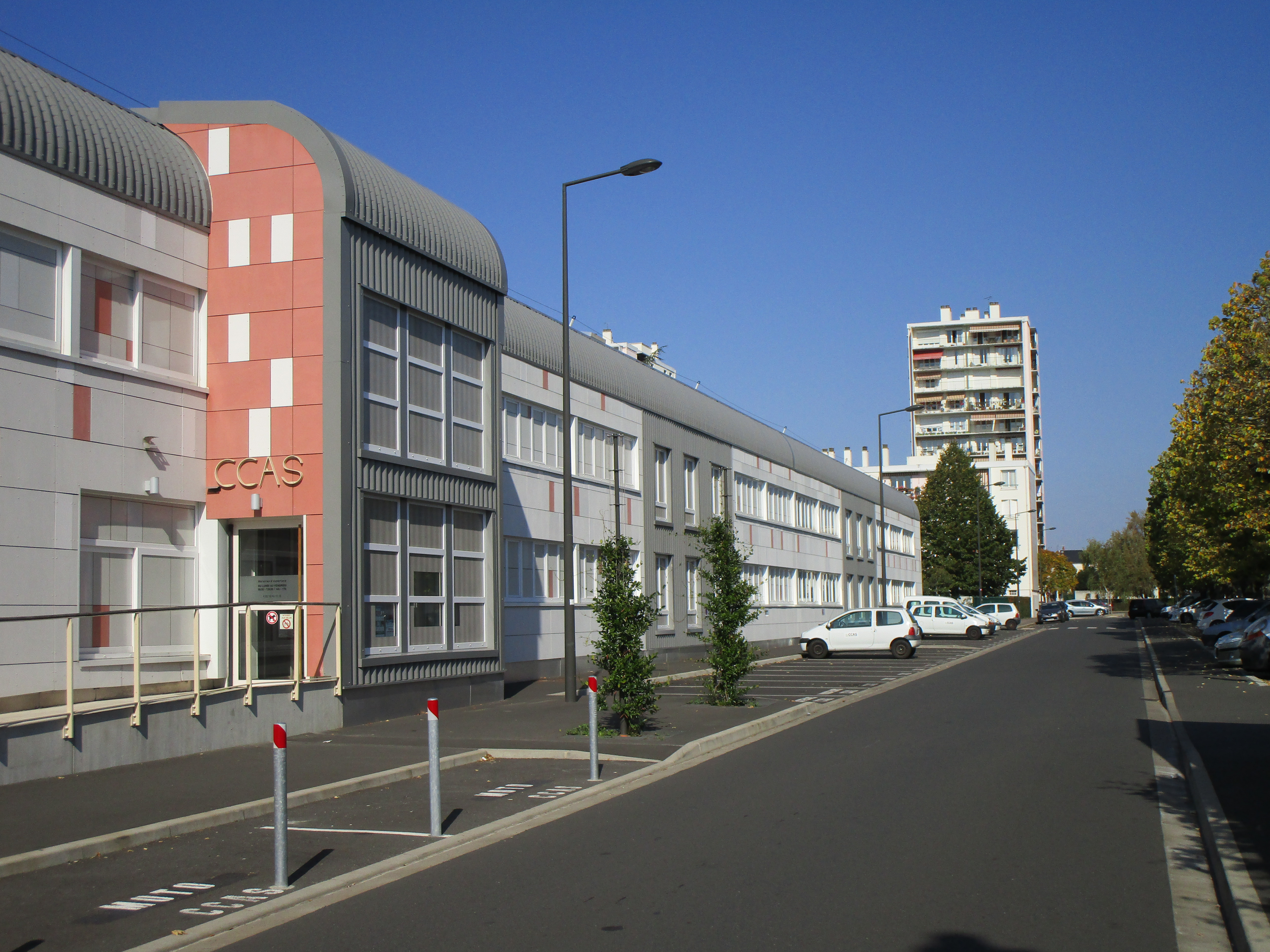
Un centre communal d'action sociale à Tours.

Les Services sociaux en France regroupent l'ensemble des acteurs, publics ou privés, qui œuvrent dans le domaine de l'action sociale. En France, la décentralisation confère de nombreuses compétences d'organisation locale de l'action sociale aux conseils généraux. Ces services, particulièrement pour l'accueil des personnes âgées dépendantes, ont récemment été au centre du débat public, à l'occasion de la sortie du livre Les Fossoyeurs de Victor Castanet.

## Historique
La notion de services sociaux dans son acception moderne peut être rapprochée de celle de travail social dans sa dimension organisationnelle. Ce domaine d'intervention a commencé à se structurer en France au XXe siècle durant l'entre-deux guerres, avec notamment quelques mairies (Suresnes?)qui avaient commencé à structurer leurs services pour intervenir auprès des populations en difficultés.
Après la deuxième guerre mondiale, l'intervention sociale se structure d'abord autour de la profession d'assistant de service social directement issue d'une spécialisation du métier d'infirmière, avant de se structurer en une profession autonome.
Pendant la deuxième guerre mondiale, sous l'impulsion du régime de Vichy, des écoles d'éducateurs sont ouvertes afin de former des professionnels. À la fin du conflit, l'Ordonnance de 1945 sur les enfants mineurs délinquants impulse la professionnalisation de ce milieu. Au cours des années 1950, la profession d'éducateur spécialisé (cf.Éducation spécialisée en France), s'organise peu à peu.
Les années 1960 voient apparaître la profession de ce que l'on appelle aujourd'hui les conseillers et conseillères économiques sociales et familiales (CESF), compétents en matière d'aide à la gestion budgétaire, d'éducation à l'alimentation.
Au fil des années des déclinaisons ont été apportées à ces trois métiers « piliers » du travail social, tant dans une déclinaison de partage des tâches, comme le métier de Moniteur-Éducateur et celui d'éducateur spécialisé, que de diversification des missions du travail social, à l'instar des Médiateurs de quartiers ou des Adultes Relais...
Parallèlement à cette apparition de professions, divers acteurs sociaux ont contribué à organiser ces professions en services sociaux. Les premiers furent les ordres religieux à compter du Moyen Âge, puis au XIXe siècle des expériences syndicales proposèrent des services à leurs adhérents. Ce fut au XXe siècle, avec certaines mairies, et après guerre avec l'État et surtout le milieu associatif que les services sociaux connurent un développement considérable. Depuis 1986 et les lois de décentralisation, les services sociaux en France occupent l'organisation moderne que l'on connait aujourd'hui, avec quelques ajustements mineurs.

## Organisation
Les lois de décentralisation de 1986 transfèrent la quasi-totalité des compétences des Directions départementales des Affaires sanitaires et sociales. Si certaines d'entre elles relèvent de compétences conjointes (cf. article sur l'Action sociale), le chef de file en matière d'organisation locale des services sociaux est le conseil général.
Établir une nomenclature des services sociaux n'est pas chose aisée dans la mesure où les missions exercées répondent à des évolutions historiques exercées par des myriades d'acteurs. La notion de service entendue ici est celle qui rend des services à la personne autant que le service en tant autorité de tutelle d'un établissement).
Une première tentative de catégorisation pourrait être établie selon les critères suivants :

### Secteur public
- Service dépulpé de l'État pour la tutelle de certains établissements, notamment les Agences régionales de santé (ARS).
- Service des conseils généraux pour la tutelle de certains établissements.
- Service social des conseils généraux, souvent au sein d'une direction de la solidarité ; on peut noter l'exercice de missions principales dont certaines touchent au médico-social : Service social de secteur, Aide sociale à l'enfance, Protection Maternelle Infantile, Insertion, logement social, Aide sociale générale qui comprennent notamment le secteur des personnes âgées et personnes handicapées.
- Centre communal d'action sociale (CCAS) qui peut aussi être intercommunal (CIAS)
- Services sociaux des personnels des fonctions publiques et des Établissements Publics, pour partie, certains pouvant être délégués au secteur privé marchand.

### Secteur privé non marchand
- Dans certains secteurs médico-sociaux tels que celui des maisons de retraite non médicalisées, des foyers logements ou de foyers d'aide sociale à l'enfance (liste non exhaustive), certaines missions sont déléguées à des associations qui bien souvent sont historiques et interviennent de longue date dans ces domaines (cf. Action sociale). Les procédures de d'habilitation, de contrôle et de financements sont aujourd'hui prévues tant par des lois nationales que des règlementations européennes.

### Secteur privé marchand
- Maisons de retraites
- Crèches d'entreprises
- Travailleurs sociaux en secteur libéral
- Entreprises en Services sociaux du travail